# (426) Hippo
(426) Hippo ist ein Asteroid des äußeren Hauptgürtels, der am 25. August 1897 vom französischen Astronomen Auguste Charlois am Observatoire de Nice bei einer Helligkeit von 12 mag entdeckt wurde.
Der Asteroid ist benannt nach der antiken Stadt Hippo Regius in Nordafrika, der Hauptstadt von Numidien (heute Annaba in Algerien).

## Wissenschaftliche Auswertung
Aus Ergebnissen der IRAS Minor Planet Survey (IMPS) wurden 1992 Angaben zu Durchmesser und Albedo für zahlreiche Asteroiden abgeleitet, darunter auch (426) Hippo, für die damals Werte von 127,1 km bzw. 0,05 erhalten wurden. Eine Auswertung von Beobachtungen durch das Projekt NEOWISE im nahen Infrarot führte 2011 zu vorläufigen Werten für den Durchmesser und die Albedo im sichtbaren Bereich von 116,0 km bzw. 0,06. Nachdem die Werte nach neuen Messungen mit NEOWISE 2012 auf 137,6 km bzw. 0,04 geändert worden waren, wurden sie 2014 auf 113,9 km bzw. 0,06 korrigiert. Nach der Reaktivierung von NEOWISE im Jahr 2013 und Registrierung neuer Daten wurden die Werte 2015 zunächst mit 128,1 km bzw. 0,04 angegeben und dann 2016 korrigiert zu 118,8 oder 130,4 km bzw. 0,04 oder 0,05, diese Angaben beinhalten aber alle hohe Unsicherheiten. Eine Untersuchung von 2020 bestimmte aus vier Sternbedeckungen durch (426) Hippo einen Durchmesser von 113,3 ± 5,8 km.
Eine spektroskopische Untersuchung von 820 Asteroiden zwischen November 1996 und September 2001 am La-Silla-Observatorium in Chile ergab für (426) Hippo eine taxonomische Klassifizierung als X-Typ.
Photometrische Messungen des Asteroiden fanden erstmals statt am 15. Februar 1993 an der Außenstelle Tschuhujiw des Charkiw-Observatoriums in der Ukraine. Aus der über etwa 7,5 Stunden aufgezeichneten Lichtkurve konnte nur eine grobe Schätzung für die Rotationsperiode von >32 h erfolgen. Die nach Beobachtungen vom 2. bis 8. September 2005 am Carbuncle Hill Observatory in Rhode Island abgeleitete Rotationsperiode von 34,3 h bestätigte diese Schätzung. Eine Messung am 20. Januar 2008 am Kitt-Peak-Nationalobservatorium in Arizona konnte wegen der kurzen Beobachtungszeit von etwa 1 ½ h nicht weiter ausgewertet werden.
Aus einer Kombination von photometrischen Daten der Lowell Observatory Database mit thermischen Infrarot-Messungen von NEOWISE konnte in einer Untersuchung von 2018 für ein ellipsoidisches Gestaltmodell des Asteroiden eine retrograde Rotation bestimmt werden. Für die Periode ergab sich jedoch mit 67,504 h ein doppelt so großer Wert wie zuvor angenommen und (426) Hippo gehört damit zu den langsamen Rotatoren.
Mit einer Auswertung photometrischer Daten des Lowell-Observatoriums und des Gaia DR2-Katalogs konnte im Jahr 2019 mit der Methode der konvexen Inversion erstmals ein dreidimensionales Gestaltmodell des Asteroiden für zwei alternative Positionen der Rotationsachse mit retrograder Rotation und einer Periode von 67,504 h bestimmt werden.
Mit dem Weltraumteleskop Transiting Exoplanet Survey Satellite (TESS) konnten während dessen Durchmusterung des Südhimmels 2018 bis 2019 auch Objekte des Sonnensystems beobachtet werden. Dabei wurden auch die Lichtkurven von fast 10.000 Asteroiden aufgezeichnet. Für (426) Hippo wurde aus Messungen etwa vom 27. Juni bis 17. Juli 2019 eine Rotationsperiode von 67,5309 h erhalten.
Um die Unklarheit über die verschiedenen Rotationsperioden zu kären, wurde am 28. August 2020 am Organ Mesa Observatory in New Mexico ein Projekt gestartet, um eine vollständige Lichtkurve über die längste genannte Periode zu registrieren. Nach einem Geräteausfall halfen weitere Beobachter an fünf Observatorien in Serbien, Italien und den Vereinigten Staaten, das Projekt bis zum 10. Oktober erfolgreich zu Ende zu bringen. Die detaillierte Lichtkurve bestätigte die längere Periode mit einem Wert von 67,52 h, während eine halb so lange Periode sicher ausgeschlossen werden konnte. Im gleichen Zeitraum erfolgten auch Messungen vom 20. bis 30. September 2020 am Command Module Observatory in Arizona. Auch hier wurde eine ähnliche Rotationsperiode von 66,78 h abgeleitet.
Zwischen 2012 und 2018 wurden mit der All-Sky Automated Survey for Supernovae (ASAS-SN) auch photometrische Daten von 20.000 Asteroiden aufgezeichnet. Auf mehr als 5000 davon konnte erfolgreich die Methode der konvexen Inversion angewendet werden, darunter auch (426) Hippo, für die in einer Untersuchung von 2021 ein verbessertes dreidimensionales Gestaltmodell für zwei alternative Rotationsachsen mit retrograder Rotation und einer Periode von 67,506 h berechnet wurde.
Aus archivierten Daten des Asteroid Terrestrial-impact Last Alert System (ATLAS) aus dem Zeitraum 2015 bis 2018 konnte in einer Untersuchung von 2022 mit der Methode der konvexen Inversion eine Rotationsperiode von 67,508 h bestimmt werden. Im Jahr 2023 wurde aus photometrischen Messungen von Gaia DR3 erneut ein dreidimensionales Gestaltmodell des Asteroiden für zwei alternative Rotationsachsen mit retrograder Rotation und einer Periode von 67,50 h berechnet.
Um die Kenntnis über Rotation, Form und Größe der unter den Asteroiden vorkommenden langsamen Rotatoren zu verbessern, wurden in einem Projekt photometrische Daten gesammelt und die Lichtkurven zur Erstellung von 3D-Modellen für eine Anzahl Asteroiden benutzt. Eventuell auftretende Mehrdeutigkeiten wurden durch die Einbeziehung von Daten aus Sternbedeckungen eliminiert. Für (426) Hippo konnten in einer Untersuchung von 2023 aus Beobachtungsdaten der Jahre 1993 bis 2021 dreidimensionale Gestaltmodelle für zwei alternative Positionen der Rotationsachse mit retrograder Rotation berechnet werden. Eines der Modelle passte besser zu den Daten aus fünf Sternbedeckungen zwischen 2012 und 2022, für dieses wurde eine Rotationsperiode von 67,5041 h und ein Durchmesser von 122 ± 4 km bestimmt.